# Mariya Gorban
Mariya Gorban (Izhevsk, 26 de diciembre de 1986) es una actriz y modelo rusa de cine y televisión que inició su carrera a mediados de la década de 2000. Su debut en cine se presentó en 2007 en la película de Oleg Ryaskov La espada del rey. Ha aparecido en destacadas series de televisión en su país como Zdes kto-to est, Ishchu zhenu s rebyonkom y Kak ya stal russkim.

## Carrera

### Década de 2000
Gorban nació en la ciudad de Izhevsk, República Socialista Federativa Soviética de Rusia, Unión Soviética. Inició su carrera como actriz a mediados de la década de 2000, logrando debutar en la gran pantalla en 2007 interpretando el papel de Pridvornaya en la película histórica La espada del rey, dirigida por Oleg Ryaskov. Un año después apareció en otra película, Rozygrysh, personificando a Tanya Nesterova. Ese 2008 realizó su primer papel importante en la televisión rusa, en la serie Ya lechu. Finalizó la década de 2000 apareciendo en producciones para televisión como Vysshiy pilotazh y Krov ne voda.

### Década de 2010
Inició la década con una destacada participación en el seriado Zdes kto-to est, repitiendo su papel en 2011 en Zdes kto-to est: Iskuplenie. Ese año interpretó el papel de Liza en una nueva serie, Znakhar 2. Okhota bez pravil. En 2014 retornó al cine, representando el rol de Anna en la cinta Pil. Kuril. La miniserie Ishchu zhenu s rebyonkom fue su siguiente aparición en la televisión rusa. Su última aparición en los medios rusos en la década ocurrió en 2019, en la película Opasnyy soblazn.

## Filmografía

### Cine
- 2019 - Opasnyy soblazn
- 2018 - Zhenshchiny protiv muzhchin: Krymskie kanikuly
- 2014 - Pil. Kuril
- 2014 - Zdraste, ya vash papa!
- 2008 - Ulybka Boga, ili Chisto odesskaya istoriya
- 2008 - Rozygrysh
- 2007 - La espada del rey

### Televisión
- 2017 - Lyubimtsy
- 2015 - Kak ya stal russkim
- 2015 - Istselenie
- 2014 - Ishchu zhenu s rebyonkom
- 2014 - Kukhnya
- 2013 - Bratya po obmenu
- 2012 - Moy kapitan
- 2011 - Robinzon
- 2011 - Znakhar 2. Okhota bez pravil
- 2010-2011 - Zdes kto-to est: Iskuplenie
- 2010 - Zdes kto-to est
- 2009 - Krov ne voda
- 2009 - Vysshiy pilotazh
- 2008 - Ya lechu